# 粤語
粤語（えつご）は、シナ・チベット語族、シナ語派の言語の一つである。広東省の中部および西南部、広西チワン族自治区東南部、香港、マカオを中心とする各地で話される。粤語と官話を比べて、表記体系、発音、語彙の点で多くの違いがあるため、独立した言語と見なすことができるが、同じ根っこの部分を持っているため、どちらもシナ語派の同じカテゴリに属する。
粤語を代表する方言に広州方言を基盤に成立した広東語があり、一種の共通語として広州だけでなく広く粤語地域や海外華僑社会においても用いられる。日常的には広東語のことを「粤語」と称することもあるが、これは上海語を「呉語」と呼ぶのと同様に、学問的には正確でない。

## 歴史
中国のうち、南嶺山脈の南にある嶺南（ほぼ現代の広西チワン族自治区と広東省）は、もともと百越の祖地であった。この地域への大規模な漢民族の移住は、紀元前214年に秦がこの地域を征服した後に始まった。漢、唐、宋の崩壊など、中国北部と中部での激動の時期には、移民の波が続いた。漢民族の移住の大きな波は、膨大な数の原住民（百越語話者）を同化させた。今日の粤語を話す人々は、漢民族と百越の両方の系譜を継いでいるといえる。粤語の口語層には、以前はこの地域で広く話され、今でもチワン族やトン族などの人々によって話されているタイ系言語の影響を受けた要素が、基層として含まれている。

## 音韻

### 声母
- 音節頭子音（声母）のうち、中古音の全濁声母は、阻害音の場合に声調によって異なる変化をとげている。すなわち、平声・上声では無声有気音に、去声・入声では無声無気音に変化している。ただし、広東語の文語層と四邑方言（「b」以外）は上声でも無気音に変化している[5]。いっぽう広西の粤語では全濁が息もれ声を帯びているため無声の無気音・有気音とは区別され、中古音の三項対立がそのまま残っている[5]。

### 韻母
- 中古音における介音に相当する部分は衰退しているが、その一方で音節末子音（韻尾）の -m/n/ŋ, -p/t/k の区別はよく保たれている。

### 声調
- 声調は平声・上声・去声がそれぞれ声母の清濁によって陰陽2つに分かれる。他の方言では陽上声が陽去声に合流しているのが普通だが、粤語では両者が分かれているのが特徴である。入声はさらに母音の種類によって陰入声が2つに分かれる方言がある（広東語を含む）。陽入声も分かれる方言もある。

## アメリカの粤語
中国系アメリカ人はその多くが台山出身であった。台山語は粤語の四邑（台山・新会・開平・恩平）方言に属し、広東語の有気音の t が h に、ts が t に変化するなど、声母にかなりの違いがある。このため、初期のアメリカの地名の漢字音訳にはマンハッタンを「民鉄吾」とするような、不思議な文字が使われていることがある。

## 下位方言
| 桂北 (平話) |      |
| 桂南 (平話) | 粤海 |
| 勾漏        | 四邑 |
| 邕潯        | 高陽 |
| 欽廉        | 呉化 |

粤語の方言群

粤語の内部には以下の下位方言が含まれる。広州市街の方言は、以下の各下位方言を含む粤語地域における標準語としての役割を果たしているが、粤語全体の広がりからすると広州は東端に位置する。
- 粤海方言片
  - 広州方言（広州話、広府話、省城話）
  - 香港粤語（広東話）
  - 南番順方言（南海話、番禺話、順徳話）
  - 中山方言（中山話、石岐話）

- 莞宝方言片
  - 東莞話
  - 宝安粤方言（囲頭話）

- 羅広方言片（肇慶話）
- 四邑方言片（台山話）
- 高陽方言片（陽江話）
- 桂南方言片（広西話） 
  - 邕潯粤語（南寧話）
  - 梧州粤語（梧州話）
  - 勾漏粤語（玉林話）
  - 欽廉粤語（欽廉話）

- 呉化方言片（呉川話、化州話）
- 蜑家話（水上話）
- 地域区分をめぐって論争が行われている下位方言 
  - 龍門本地話（客家語に入れる説もある）
  - 儋州話
  - 平話（粤語と対等の大方言とする説もある）